# أندريس أورتيث روخاس
أندريس أورتيث روخاس كان عسكريًا مكسيكيًا ذو ميول ثورية مؤيدة لفيلا، شارك في الثورة المكسيكية. وُلد في باشينيفا، ولاية تشيواوا. كان يُعرف بلقب "القصير" بسبب قامته القصيرة. انضم عام 1910 إلى الحركة الماديرية في مسقط رأسه بجانب فرانثيسكو بييا. ومع مرور الوقت، أصبح جزءًا من حرسه المعروف بـ"الدورادوس". تميز بشجاعته في إنقاذ رفاقه الجرحى حتى لا يقعوا في أيدي الأعداء. وفي سبتمبر عام 1915، قبض على الجنرال توماس أوربينا في منطقة لاس نيفيس بولاية دورانغو، وأخذه إلى الجنرال فرانثيسكو بييا، الذي أمر بإعدامه. لقي حتفه في معركة إصلاحا بولاية تشيهواهوا ضد قوات الجنرال الكارانسستي فرانثيسكو مورجيا في الثاني من يناير عام 1917.